# XXVII Brigata Nera "Virginio Gavazzoli"
La XXVII Brigata Nera "Virginio Gavazzoli" fu costituita a Parma il 30 giugno 1944 come conseguenza della militarizzazione del Partito Fascista Repubblicano per contrastare le crescenti attività guerriglia partigiana.

## Storia
Il decreto legislativo nr. 446 approvato dal Duce il 30 giugno 1944, con il quale si trasformava il Partito Fascista Repubblicano in partito armato, ebbe anche a Parma la sua applicazione. Venne costituita la XXVII Brigata Nera "Virginio Gavazzoli" con sede nel palazzo dell'Università, nell'attuale via Giordano Cavestro, all'epoca via Walter Branchi, sotto il comando del segretario federale Pino Romualdi; comprendeva due battaglioni (a sua volta suddivisi in tre compagnie per ciascun battaglione) e una compagnia comando. Trovò nel territorio di sua competenza una situazione irta di difficoltà per la presenza di forze partigiane agguerrite e numerose, tra cui le Brigate Garibaldi, le SAP e i GAP.
Fondamentale per le loro attività di repressione furono le collaborazioni con elementi delle SS e delle SD tedesche, delle 1ª Divisione bersaglieri "Italia" e 4ª Divisione alpina "Monterosa" dell'Esercito Nazionale Repubblicano, della Guardia Nazionale Repubblicana composta da alcuni reparti della disciolta 80ª Legione CC.NN. d'Assalto "Alessandro Farnese" e dei comandi Brigate Nere di Piacenza, Firenze, Lucca e Mantova, nonché da una fitta rete di spie e confidenti. Furono impegnati in vaste azioni di polizia, dalle zone appenniniche, alla città nonché della bassa parmense, dove in queste ultime riuscirono in parte a neutralizzare e distruggere la rete clandestina della Resistenza.
Il 7 novembre 1944 il dottor Angelo Rognoni sostituì Pino Romualdi al comando della Brigata.
Si resero responsabili di diverse rappresaglie, tra cui si ricordano l'eccidio compiuto in Piazza Garibaldi a Parma nella notte del 1º settembre 1944 e l'Eccidio di Soragna avvenuta il 18 marzo 1945.
Alla fine del conflitto nella brigata si contarono 56 caduti.